# Jean Chalret-Durieux
Jean Chalret-Durieux est un homme politique français né le 9 février 1779 à Villeneuve (Gironde) et mort le 24 novembre 1868 à Toulouse (Haute-Garonne).

## Biographie
Magistrat, il est substitut puis avocat général à la cour d'appel de Toulouse, puis président de chambre. Il est député de la Haute-Garonne en 1831, siégeant dans la majorité soutenant les ministères de la Monarchie de Juillet. Il démissionne en décembre 1831 pour devenir conseiller à la cour d'appel de Paris.

## Sources
- « Jean Chalret-Durieux », dans Adolphe Robert et Gaston Cougny, Dictionnaire des parlementaires français, Edgar Bourloton, 1889-1891 [détail de l’édition]